# やけっぱちのマリア
『やけっぱちのマリア』は、1970年（昭和45年）4月から同年11月まで『週刊少年チャンピオン』（秋田書店）に連載された手塚治虫の少年漫画。青少年向けの性教育を意図して書かれた。

## 概要
主人公の焼野矢八と対立する不良グループと、そのボスである影のスケ番とが入り乱れての学園恋愛ドタバタナンセンスコメディ作品である。
同時期の永井豪の漫画でもある『ハレンチ学園』に代表されるエログロナンセンス漫画の潮流に乗って書かれたが、結果的に性表現ブームの過熱や学園青春漫画における暴力表現などに幾ばくかの諷刺のこめられた内容となっている。
しかし同年8月27日、『やけっぱちのマリア』を掲載したことで『週刊少年チャンピオン』1970年8月23日号が福岡県の児童福祉審議会から有害図書の指定を受けた。

## あらすじ
父子家庭に育った暴れん坊の焼野矢八の体から、ある日エクトプラズムが産まれる。それは矢八の父のダッチワイフの身体に宿り、マリアと呼ばれて人間生活を送るようになる。しかしマリアは「産みの親」の矢八から、やんちゃな性格を受け継いでいた。

## 登場人物
焼野 矢八（やけの やはち）
本作の主人公。通称やけっぱち。市立第13中学1年生だが、2回も落第している。母親を3歳の時に亡くしており、父親と暮らす。学園の喧嘩番長だが一匹狼で、学園を支配するタテヨコの会と対立している。矢八が産み出したエクトプラズムがダッチワイフに憑依して生まれたのがマリアである。
マリア
矢八が産み出したエクトプラズムがダッチワイフに憑依して生まれた。矢八の気風のいい性格と矢八の母親の仕草を受け継いでいる。
ヒゲオヤジ
矢八の父親。ヒゲオヤジの喧嘩っ早い性格は矢八とマリアに引き継がれている。息子の矢八とも親子喧嘩が絶えない。
秋田先生（あきたせんせい）
学校で問題ばかり起こしている矢八の唯一の理解者。タテヨコの会に封建的に支配されている学園内で正しい男女関係のあり方を教えるために、BGクラブを作る。
雪杉みどり（ゆきすぎ みどり）
タテヨコの会のボス・ナンバー1。中学3年生。美女で才女でブルジョワ。性格は非常に悪く、自らの地位を守るためには卑劣な行為もいとわない。美貌と才知で学園の男子生徒を虜にしており、教師すらみどりには逆らえない。タテヨコの会に反抗する矢八を服従させようと子分を差し向けるが、内心では矢八に惹かれており、マリアを抹殺しようと数々の卑劣な策を弄する。鼻が低いのがみどりのコンプレックスであり、口癖は「あなたは最高の最低」。
若松（わかまつ）
タテヨコの会のボス・ナンバー2。中学3年生。雪杉みどりに思いを寄せており、みどりに絶対的な忠誠を尽くすが卑怯なことは嫌いで、時にみどりに諫言もしている。終盤においてみどりが矢八を恋していることを知り、実力で決着をつけようと矢八と戦う。
幽霊
BGクラブの合宿中にマリアに取り憑いた幽霊。ブクブクと太っており、あまり怖い外見ではない。自らを崖から突き落として殺した「鈴木カッちゃん」に復讐しようとして、マリアのダッチワイフを宿り木とした。
1313号
タテヨコの会の計略でマリアが送られた網走刑務所に収監されている死刑囚。処刑も間近で、世を恨んで自暴自棄になっていたが、マリアとのふれあいで人間らしい心を取り戻していく。
羽澄 マリ（はずみ マリ）
秋田先生の縁故で学校に転校してきた。学園内における矢八の数少ない理解者となる。終盤に雪杉みどりの罠で退学処分になった矢八に、卑劣なタテヨコの会と戦うよう励ます。矢八がマリに恋心を抱き、人間的に成長することで矢八の母代わりでもあったマリアの役目は終わる。

## 単行本
- 少年チャンピオンコミックス『やけっぱちのマリア』（秋田書店）全2巻
- 手塚治虫漫画全集『やけっぱちのマリア』（講談社）全2巻
- 秋田文庫『やけっぱちのマリア』（秋田書店）全1巻
- 手塚治虫文庫全集『やけっぱちのマリア』（講談社）全1巻

## ラジオドラマ
2012年12月、NHK-FMの青春アドベンチャーにてラジオドラマ化された。全10回。

### キャスト
- 出演：竹内順子、前田希美、平田裕香、佐藤せつじ、梅沢昌代、春海四方、佐藤誓、山﨑千惠子、小杉幸彦、大西多摩恵、金内喜久夫、小林勝也、関輝雄、天野勝弘、村澤寿彦、佐久間哲、嶋田真、白倉裕二、上田桃子、下池沙知

### スタッフ
- 原作：手塚治虫
- 脚色：阿部美佳
- 選曲：黒田賢一
- 演出：木村明広
- 技術：西田俊和、山田顕隆
- 音響効果：米本満、岩崎進